# Середземноморський біогеографічний регіон

Біогеографічні регіони Європи й Туреччини: арктичний, бореальний, атлантичний, континентальний, альпійський, паннонський, середземноморський, макаронезійський, степовий, чорноморський та анатолійський регіони

Середземноморський біогеографічний регіон — це біогеографічний регіон навколо Середземного моря, включаючи і саме море. Європейське агентство з навколишнього середовища визначає цей термін як територію Європи, що межує із Середземним морем (Греція, Мальта, Кіпр, значна частина Португалії, Іспанії та Італії та менша частина Франції), а також відповідні територіальні води. До складу регіону входить 20,6% території Європейського Союзу. Регіон багатий на біорізноманіття та багато ендемічних видів. Цей термін також може використовуватися в широкому значенні для всіх земель Середземноморського басейну або у вузькому сенсі лише Середземного моря. У регіоні прохолодна волога зима і жарке сухе літо. Регіон має переважно горбистий рельєф і включає острови, високі гори, напівпосушливі степи та густі середземноморські ліси, рідколісся, та чагарники з багатьма ароматними рослинами. Є скелясті береги та піщані пляжі. Регіон зазнав значного впливу людської діяльності, наприклад, випасання худоби, вирощування, вирубка лісу та лісові пожежі. Останніми роками туризм чинив більший тиск на довкілля берегової лінії.

## Види
У регіоні більше видів рослин, ніж у всіх інших біогеографічних регіонах Європи разом узятих. Тваринний світ і рослинність пристосовані до непередбачуваної погоди, з раптовими зливами або сильними вітрами. Прибережні водно-болотні угіддя є домом для ендемічних видів комах, амфібій і риб, які дають їжу великим зграям куликів і качок. Море також багате на морське життя, включаючи багато ендемічних видів. У неглибоких водах ростуть підводні луки, на яких мешкають рідкісні ракоподібні, губки та асцидієї. Піренейський півострів особливо багатий видами, у тому числі рідкісними та ендемічними, завдяки своєму складному клімату та рельєфу, а також тому, що він був притулком у льодовиковий період плейстоцену.

### Рослинний світ
У Середземноморському регіоні більше видів рослин, ніж усіх інших Європейських біогеографічних регіонах разом. Різноманітний ландшафт призвів до розвитку надзвичайно великої кількості ендеміків, деякі з яких обмежені лише кількома місцевостями, як-от мальтійський Cheirolophus crassifolius чи родопський Helleborus cyclophyllus. Більш ніж половина землі вкриті лісами та чагарниками. Через спекотні сухі умови середземноморські ліси, як правило, більш відкриті, що дозволяє рости багатим підліском з чагарників. У низинах, як правило, переважають різні види дуба (Quercus), але зі збільшенням висоти з'являються каштан їстівний (Castanea sativa), а також хвойні види родів ялиця (Abies), сосна (Pinus), ялівець (Juniperus) і тис (Taxus). Середземноморські кущі мають екзотичні назви — матораль, маквіс, гарига і фрігана. Часто вони зливаються один в одного утворюючи складний мозаїчний ландшафт. Однак на висоті маквіси утворюють густі непрохідні зарості висотою 1–4 метри, і зазвичай серед них переважають невеликі дерева, як-от суничник великоплодий (Arbutus unedo), Pistacia lentiscus, маслина європейська (Olea europaea), мирт звичайний (Myrtus communis), рідше ялівці та лавр. Гарига — більш відкритий чагарник, де рослинність ледь досягає висоти коліна. Тут ростуть шкірястолистяні рослини з роду чист (Cistus) і ароматичні чагарники, такі як лаванда, чебрець і розмарин. Фрігана трапляється в східній частині Середземномор'я, зазвичай уздовж узбережжя, є найнижчою формою чагарників з усіх і складається з кущів, що утворюють подушку, і кущів, що облягають землю. Сільськогосподарські угіддя та пасовища займають 40% території регіону і варіюються від великих інтенсивно використовуваних площ сільськогосподарських культур та оливкових або цитрусових гаїв до нижчого рівня змішаних систем землеробства. Морська рослина посідонія океанічна (Posidonia oceanica) є ендеміком Середземного моря. Утворює густі підводні луки вздовж морського дна на глибині до 40 метрів. Подібно до пасовищ на суші, ці грядки Posidonia надзвичайно багаті дикою природою. Вони забезпечують безпечний притулок для мільйонів крихітних морських організмів і є життєво важливим розплідником для багатьох комерційно цінних видів риб.

### Тваринний світ
З такою кількістю рослин тут не дивно, що в регіоні також існує велика різноманітність комах та інших безхребетних. Багато з них розвинули тісні асоціації з конкретними рослинами й тепер повністю залежать від їх присутності для свого виживання. Наприклад, Charaxes jasius трапляється лише в присутності дерева суничник великоплодий (Arbutus unedo), на листі якого відкладає яйця. Подібні асоціації виникли серед безлічі бджіл, ос та інших важливих видів запилювачів.
Більшість європейських плазунів зустрічається в Середземноморському регіоні. Серед них рідкісні полоз леопардовий (Elaphe situla), ящірка гірська (Iberolacerta monticola) і дивовижний гекон листопалий європейський (Euleptes europaea). Черепаха балканська (Testudo hermanni) — ендемік Середземномор'я вирізняється своїм привабливим чорно-жовтим візерунчастим панциром, довжиною від 8 до 28 см. У минулому цьому виду загрожувала експлуатація, але сьогодні загрозою номер один є знищення середовища проживання. Розвиток міст, будівництво доріг та розвиток туризму в Південній Європі — все це справило значний вплив, зробивши ареал меншим і фрагментованим. Також серйозною проблемою є збільшення частоти пожеж.
М'яка зима в поєднанні з наявністю спокійних водно-болотних угідь та інших місць проживання є ідеальним притулком для мільйонів птахів, які щороку мігрують до регіону або через нього. Великі крони зрілих чорних сосон (Pinus nigra) є ідеальними місцями для гніздування рідкісних європейських хижаків, як-от гриф чорний (Aegypius monachus). На Корсиці чорні сосни є єдиним місцем проживання повзика корсиканського (Sitta whiteheadi), ендеміка острова.  
У морі живуть дельфіни й черепахи, а також тюлень-монах звичайний (Monachus monachus), який перебуває під загрозою вимирання. Рись іберійська (Lynx pardinus), чисельність якої всього кілька сотень, небезпечно близька до вимирання. Інтенсифікація сільського господарства та розвиток інфраструктури, наприклад, нові автомагістралі, розрізали та фрагментували середовище проживання до такої міри, що тепер воно обмежується кількома ізольованими кишеньками. На відміну від євразійської рисі, яка майже вдвічі перевищує її розміри, мініатюрна іберійська рись є спеціалізованим мисливцем, який харчується майже виключно кроликами. Послідовні епідемії захворювання міксоматоз, а нещодавно і геморагічна хвороба кроликів, які за останні десятиліття охопили популяції кроликів, знижують їхню чисельність і таким чином позбавляють рись основного раціону.